# بوب وود (لاعب هوكي جليد)
بوب وود هو لاعب هوكي جليد كندي، ولد في 9 يوليو 1930 في ليثبريدج في كندا، وتوفي في 11 نوفمبر 2007.

## وصلات خارجية
- بوب وود على موقع دوري الهوكي الوطني (الإنجليزية)
- بوب وود على موقع قاعة مشاهير الهوكي (لاعب أن.إتش.أل) (الإنجليزية)
- بوب وود على موقع EliteProspects.com (الإنجليزية)
- بوب وود على موقع HockeyDB.com (الإنجليزية)
- بوب وود على موقع Hockey-Reference.com (الإنجليزية)